# Cristian Bonilla
Cristian Harson Bonilla Garzón, mais conhecido como Cristian Bonilla (Manizales, 2 de junho de 1993), é um ex-futebolista colombiano que atuava como goleiro.

## Carreira
Bonilla fez sua estréia no profissional com apenas 16 anos de idade no Boyacá Chicó, antes de ser contratado pelo gigante do futebol colombiano Atlético Nacional, onde ele foi campeão da Copa Colômbia e da Superliga Colombiana. ainda com apenas 19 anos de idade.
Ele representou a Seleção Colombiana no Torneio Internacional de Toulon de 2011 e no Campeonato Sul-Americano Sub-20 de 2009, aonde foi o grande destaque da equipe. Ainda foi campeão em 2013
Chegou a ser anunciado que Bonilla iria para o Manchester City, mas a negociação acabou não se concretizando.

## Títulos
Atlético Nacional
- Campeonato Colombiano: 2013-I, 2013-II, 2014-I
- Copa Colômbia: 2012, 2013
- Copa Libertadores da América: 2016
- Recopa Sul-Americana: 2017

Seleção Colombiana
- Torneio Internacional de Toulon: 2011
- Campeonato Sul-Americano Sub-20: 2013